# مونترول-آن-برس
مونترول-آن-برس (به فرانسوی: Montrevel-en-Bresse) یک کمون در فرانسه است که در Canton of Montrevel-en-Bresse واقع شده‌است.

## خصوصیات
مونترول-آن-برس ۱۰٫۲۷ کیلومترمربع مساحت و ۲٬۳۵۱ نفر جمعیت دارد و ۲۱۵ متر بالاتر از سطح دریا واقع شده‌است.